# Rian Johnson
Rian Craig Johnson (n. 17 decembrie 1973) este un regizor de film, scenarist, scriitor, monteur din  Statele Unite ale Americii. A primit Premiul Directors Guild of America 2012. A primit Premiul Juriului pentru Originalitatea la Festivalul de Film din 2005  Sundance pentru filmul său de debut regizoral, Brick.

## Filmografie

### Film
| An   | Titlu                             | Rol                         | Note |
| ---- | --------------------------------- | --------------------------- | --- |
| 1996 | Evil Demon Golfball from Hell!!!  | Scenarist, regizor          | Scurtmetraj |
| 2005 | Brick                             | Scenarist, regizor, monteur | Central Ohio Film Critics Association Award for Best Original Screenplay Central Ohio Film Critics Association Award for Best Overlooked Film Chicago Film Critics Association Award for Most Promising Director Citizen Kane Award for Best Directorial Revelation Deauville Film Festival Grand Special Prize Sundance Film Festival Special Jury Prize for Originality of Vision Nominalizare–BIFA Award for Best Foreign Independent Film Nominalizare–Empire Award for Best Male Newcomer Nominalizare–Online Film Critics Society Award for Best Breakthrough Filmmaker Nominalizare–San Francisco Film Critics Circle Award for Best Original Screenplay Nominalizare–Sundance Film Festival Grand Jury Prize |
| 2008 | The Brothers Bloom                | Scenarist, director         | |
| 2012 | Looper                            | Scenarist, regizor          | Austin Film Critics Association Award for Best Original Screenplay Florida Film Critics Circle Award for Best Original Screenplay Las Vegas Film Critics Society Award for Best Screenplay National Board of Review Award for Best Original Screenplay Washington D.C. Area Film Critics Association Award for Best Original Screenplay Nominalizare–Broadcast Film Critics Association Award for Best Screenplay Nominalizare–Chicago Film Critics Association Award for Best Original Screenplay Nominalizare–Houston Film Critics Society Award for Best Original Screenplay Nominalizare–Hugo Award for Best Dramatic Presentation, Long Form Nominalizare–Online Film Critics Society Award for Best Original Screenplay Nominalizare–Saturn Award for Best Director Nominalizare–Utah Film Critics Association Award for Best Original Screenplay Nominalizare–Writers Guild of America Award for Best Original Screenplay |
| 2017 | Războiul stelelor - Episodul VIII | Scenarist, regizor          | În filmări. Premieră programată la 26 mai 2017. |

### Televiziune
| An        | Titlu           | Rol     | Note |
| --------- | --------------- | ------- | --- |
| 2009      | Terriers        | Regizor | Episodul: "Manifest Destiny"                                                                                           |
| 2010–2013 | Breaking Bad    | Regizor | Episoadele: "Fly", "Fifty-One", "Ozymandias" Directors Guild of America Award for Outstanding Directing – Drama Series |
| 2015      | BoJack Horseman | Bryan   | Doar voce Episoadele: "Yes, And" și "Out to Sea"                                                                       |